# Flugzeugkollision bei Hainan 2001

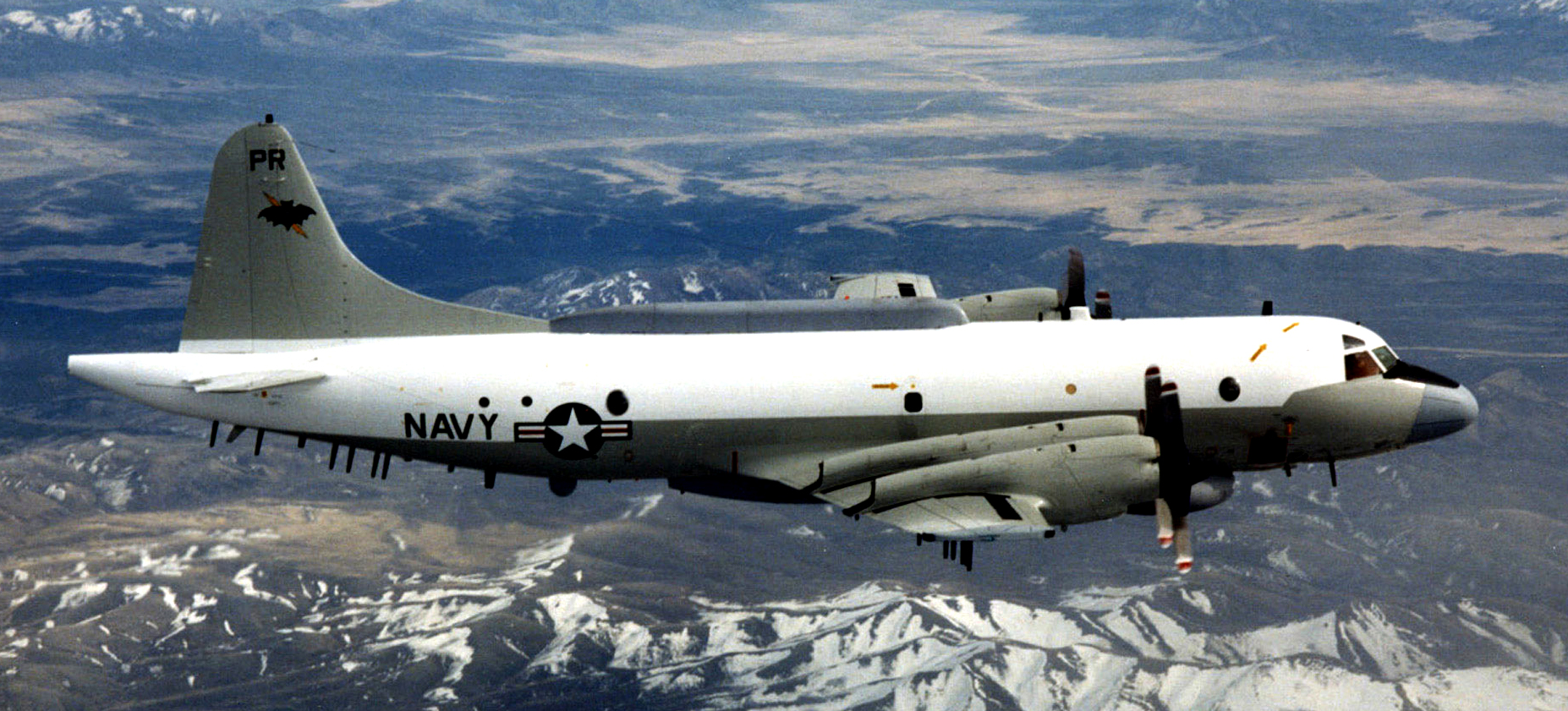
Eine Lockheed EP-3E

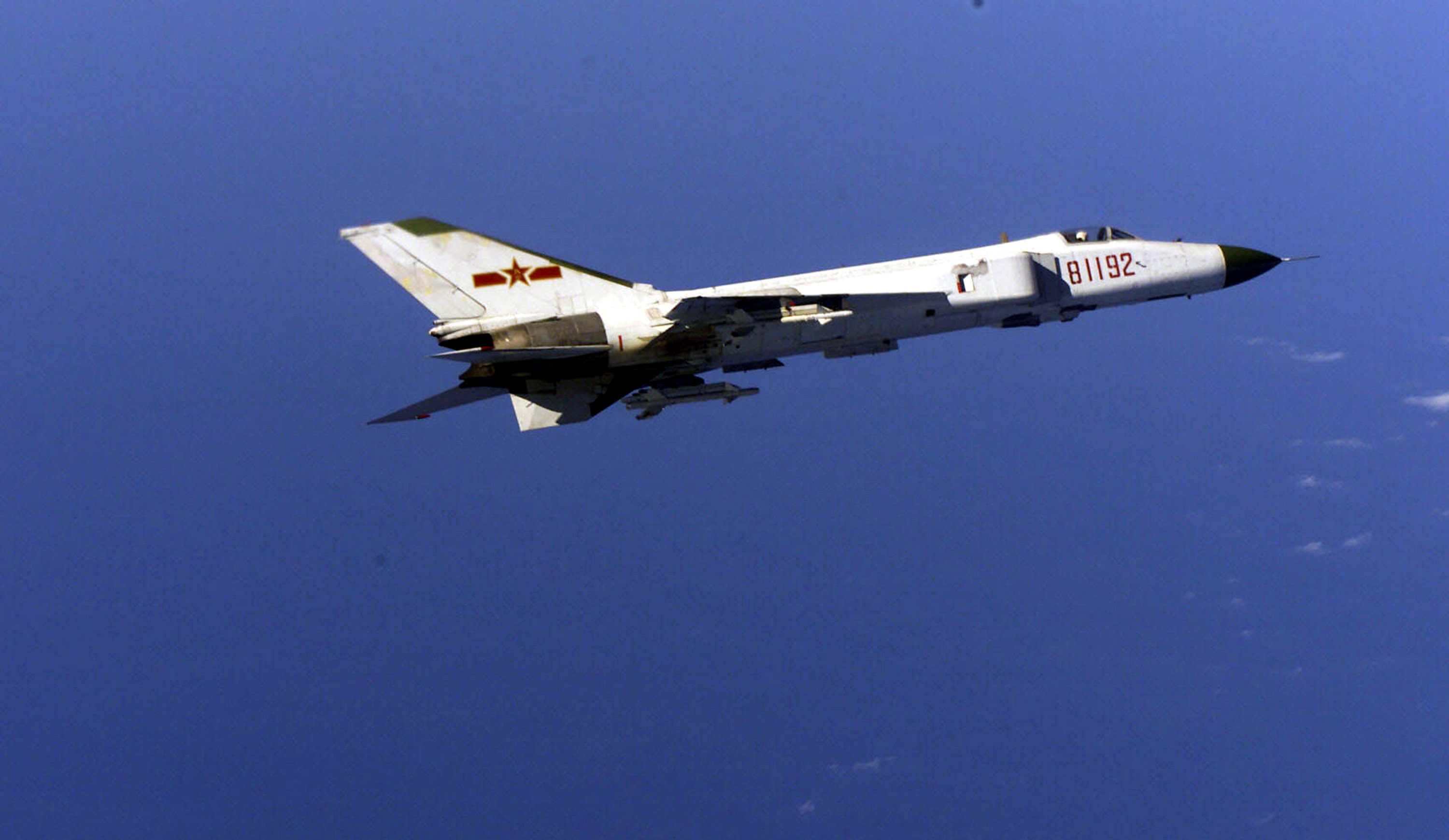
Shenyang J-8 II

Bei der Flugzeugkollision bei Hainan am 1. April 2001 musste ein US-SIGINT-Flugzeug des Typs Lockheed P-3 nach Kollision mit einem chinesischen Kampfflugzeug Shenyang J-8 auf der chinesischen Insel Hainan notlanden. Dabei starb der chinesische Jetpilot und es wurden 24 amerikanische Soldaten in Gewahrsam genommen. China reagierte aufgebracht auf diesen Vorfall, der die größte Störung in den amerikanisch-chinesischen Beziehungen seit fünf Jahren darstellte. Erst nachdem Außenminister Colin Powell die Lage beruhigen konnte, und nach einer Entschuldigung durch Amerika, die zuvor unnachgiebigen Stellungnahmen durch Präsident Bush folgte, kam es nach einigen Tagen zu einer Freilassung der Gefangenen. Trotz amerikanischer Warnungen, es handle sich um eigenes souveränes Territorium, beschlagnahmte China das Flugzeug und untersuchte es.